# Дьяченко Олег Миколайович
Оле́г Микола́йович Дьяче́нко (нар. 8 травня 1975 — 24 серпня 2016) — старший лейтенант Збройних сил України, учасник Війни на сході України.

## Життєпис
Народився 1975 року в місті Васильків (Київська область); закінчив Васильківську загальноосвітню школу (ЗОШ) № 7. Протягом 1992—1997 років служив у Військово-повітряних силах (тепер — Повітряні сили); 1995 року закінчив Київський інститут військово-повітряних сил — інженер-механік, спеціальність «спеціаліст з авіаційного озброєння». Згодом звільнився (старший лейтенант запасу) та займався приватним підприємництвом. З 2012 року — член Васильківської міської організації ВО «Свобода»; кандидував до Васильківської міської ради.
Добровольцем пішов на фронт, боєць «Легіону Свободи», старший лейтенант, командир взводу, військовик 15-го окремого гірсько-піхотного батальйону, 128-ма бригада. Міцний, статурний чоловік отримав позивний «Зайка».
Загинув у ніч проти 24 серпня 2016 року під час вчиненого терористами мінометного обстрілу  взводного опорного пункту (ВОП) поблизу села Невельське в Ясинуватському (нині Покровський) районі Донеччини (за іншими даними — біля міста Красногорівка, позиція «Черепаха»). Міна влучила у бліндаж, де перебували троє вояків. 
Без Олега лишилися мама, брат, дружина Наталія та донька Софія 2005 р. н.
26 серпня 2016 року похований у Василькові.

## Нагороди та вшанування
- Указом Президента України № 421/2016 від 29 вересня 2016 року «за особисту мужність і високий професіоналізм, виявлені у захисті державного суверенітету та територіальної цілісності України, вірність військовій присязі» — нагороджений орденом Богдана Хмельницького III ступеня (посмертно)[4].
- 1 вересня 2018 року у Васильківській ЗОШ № 7 відкрита меморіальна дошка Олега Дьяченка[5].